# みんなで投票チャンネル
みんなで投票チャンネル（みんなでとうひょうチャンネル）とは、かつて任天堂から配信されていた二者択一の投票を行うWiiチャンネルである。2007年2月14日に配信が開始された。
このチャンネルはWiiをインターネットに接続してWii本体の更新（地域設定のプログラムの追加）を行った後、『Wiiショッピングチャンネル』内の「Wii専用ソフト」からダウンロード（無料）することで利用可能だった。本チャンネルの機能上、利用時にもインターネットに接続する必要があった。
2013年6月28日をもって、サービスを終了した。

## 投票
『似顔絵チャンネル』で作成したMiiを使用して投票する。6人まで登録可能。なおアンケートは、国内限定と世界共通（ワールドアンケート）の2種類があり、国内限定アンケートは毎週火・木・土曜日に1問ずつ、ワールドアンケートは毎月1日と16日に1問ずつ配信されていた。

## 集計結果
投票数の割合が円グラフで表示され、男女別、都道府県別 （ワールドアンケートの場合は国別） の結果と全国の予想的中率を確認できた。なお集計結果は、投票受付期間終了から数時間後に閲覧可能であった。

## 投票データ
- 各プレーヤの「投票回数」・「予想の成績」・「予想的中率」の記録が表示される。
- アンケートに対する自分の予想結果の成績に応じて変化するグラフ（世の中わかってる度）が表示される。
- 自分が多数派・少数派のどちらに投票したかによって、世の中と自分との間にどれだけギャップがあるかがわかる。
- 韓国、台湾は参加していない。
- 中南米各国の参加はWii発売国と一致しない。

## アンケートの提案
アンケート案を任天堂に送信することが出来た。ただし送信されたアンケートはあくまで参考程度とされており、全てのアンケートをユーザーから採用するものではない。また荒らしを防ぐため、送信できるのは一日一回のみとなっていた。ここでの文字入力は、他のチャンネルと違い、USBキーボードでの入力には未対応だった。

## ワールドアンケート参加国
| - 日本 - アメリカ - アイルランド - イギリス - イタリア - オーストラリア - オーストリア - オランダ - カナダ - ギリシャ | - グアテマラ - コロンビア - スペイン - スイス - スウェーデン - デンマーク - ドイツ - ニュージーランド - ノルウェー - パナマ | - フィンランド - ブラジル - フランス - ベネズエラ - ペルー - ベルギー - ポルトガル - メキシコ - ルクセンブルク |